# ECC Ediciones
ECC Ediciones fue una editorial española con sede en Barcelona fundada en 2011 que formaba parte de El Catálogo del Cómic, y operaba también en los países de habla hispana de Sudamérica. 
ECC estaba centrada principalmente en la edición de las historietas de DC Entertainment (DC Comics, Vertigo y MAD).

## Trayectoria
Fundada en 1995, El Catálogo del Cómic construyó sus cimientos sobre la que es hoy su división comercial: la librería Cosmic y la tienda en línea www.tiendascosmic.net. Con el paso de los años, El Catálogo del Cómic ha expandido sus áreas de negocio y creado departamentos de ventas, distribución, servicios editoriales, informáticos, etc. y trabaja para grandes empresas como Grupo Planeta (España), Sony (Estados Unidos), Giochi Preziosi (Italia) o Cospa (Japón).
En agosto de 2011, El Catálogo del Cómic anuncia la adquisición de los derechos de edición de DC Entertainment, los cuales estaban hasta entonces en manos de Planeta DeAgostini. El Catálogo del Cómic ya tenía una estrecha relación con la edición de estos cómics, pues trabajaba como paquetadora haciendo labores de traducción, redacción, maquetación y diseño, pero es a partir del 1 de enero de 2012 cuando se ocupa de todo el proceso editorial, creando para la ocasión una nueva empresa denominada simplemente ECC.
El debut editorial de ECC coincide con el lanzamiento del Nuevo Universo DC (también conocido The New 52) y Antes de Watchmen (Before Watchmen). Sin embargo, antes de llegar a este material tan comercial, ECC tiene que cerrar las colecciones iniciadas por Planeta DeAgostini, para lo cual respeta las características de estos productos (formato, numeración, precio, etc.). Poco a poco, ECC comienza a organizar la edición de acuerdo a sus planteamientos: las series regulares de Batman, Green Lantern, Liga de la Justicia y Superman salen con periodicidad mensual y en formato en grapa de 48 páginas, mientras que otras (Aquaman, Flash, Wonder Woman) lo hacen en tomos cuatrimestrales de 96 páginas. En algunos casos, la editorial prueba con tomos que recopilan una historia completa y que no tienen una periodicidad fija (Animal Man, Capucha Roja y los Forajidos).
En enero de 2025, ECC Ediciones fue declarada en concurso de acreedores y anunció que dejaría de servir pedidos.